# Dewdrop Glacier
Dewdrop Glacier är en glaciär i Antarktis. Den ligger i Östantarktis. Nya Zeeland gör anspråk på området. Dewdrop Glacier ligger 235 meter över havet.
Terrängen runt Dewdrop Glacier är huvudsakligen kuperad, men norrut är den bergig. Havet är nära Dewdrop Glacier åt nordost. Trakten är obefolkad. Det finns inga samhällen i närheten. 